# Gianni Berrino
Giovanni Berrino, detto Gianni (Sanremo, 7 maggio 1964), è un politico italiano, dal 13 ottobre 2022 senatore della Repubblica per Fratelli d'Italia.

## Biografia
Inizia la sua militanza politica nelle file del Movimento Sociale Italiano, che, con la svolta di Fiuggi di Gianfranco Fini nel 1995, aderisce al suo scioglimento e confluenza in Alleanza Nazionale (AN), con cui è stato più volte consigliere comunale, assessore e vicesindaco di Sanremo.
Nel 2009 aderisce alla confluenza di AN nel Popolo della Libertà, ma a dicembre 2012 partecipa alla scissione guidata da Giorgia Meloni, Ignazio La Russa e Guido Crosetto che porta alla fondazione di Fratelli d'Italia (FdI), con cui alle elezioni comunali in Liguria del 2014 si è candidato a sindaco di Sanremo, sostenuto da Forza Italia, Fratelli d'Italia - Alleanza Nazionale e la lista civica Sanremesi, raccogliendo il 28,53% dei voti al primo turno e accedendo al ballottaggio col candidato di centro-sinistra Alberto Biancheri (47,35%), dove, ottenuto l'apparentamento delle liste Lega Nord-Basta €uro e Ricostruiamo Sanremo, raccolto il 34,98% viene sconfitto da Biancheri (65,02%). Viene comunque eletto consigliere comunale in quanto candidato sindaco non eletto, ricoprendo gli incarichi di vicepresidente e capogruppo per FdI in Consiglio comunale.
Alle elezioni regionali in Liguria del 2015 viene eletto al Consiglio regionale della Liguria poiché inserito nel listino del presidente Giovanni Toti allorché non sarebbe stato eletto nella provincia di Imperia con sole 1.309 preferenze. Riconfermato nel 2020 con 3.720 voti, è stato assessore regionale al turismo, al lavoro e ai trasporti dal 2015 al 2022.
Alle elezioni politiche anticipate del 2022 viene candidato al Senato della Repubblica nel collegio uninominale Liguria - 01 (Genova) eletto senatore per Fratelli d'Italia con il 44,93% (pari a 154.651 voti di coalizione di cui 5.441 diretti a lui) battendo l’avversaria del centro-sinistra Sandra Zampa con uno scarto di oltre 50.000 voti.
A gennaio 2025 viene nominato vice-coordinatore regionale del partito in Liguria con delega sulla provincia di Imperia.